# داتسون تراک

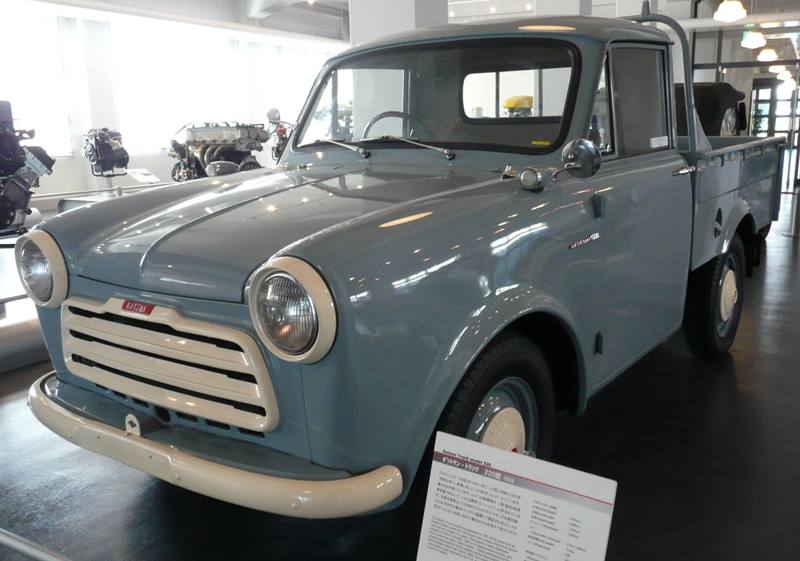

داتسون تراک (Datsun Truck) خودرویی است که در سال‌های ۱۹۵۵ تا ۱۹۸۶ (as a Datsun)تولید شده‌است. طراحی آن موتور جلو، توزیع نیروی پیشران بوده است.